# Aliki Diplaraku
Aliki Diplaraku (řecky Αλίκη Διπλαράκου; 28. srpna 1912, Athény – 30. října 2002) byla řecká modelka a herečka. V roce 1929 byla zvolena řeckou královnou krásy a v roce 1930 vyhrála v Paříži jako první zástupkyně své země soutěž Miss Europe. Zúčastnila se také světové soutěže v Rio de Janeiro, kde skončila na druhém místě. Byla představitelkou vzdělané a emancipované ženy své doby: cestovala po světě, hovořila plynně řecky, anglicky, francouzsky a italsky, přednášela o antické kultuře a hrála divadlo. Proslavila se tím, že se pokusila v mužském přestrojení proniknout na posvátnou horu Athos, kam je ženám vstup zakázán.
Její rodina žila v Athénách, ale pocházela z poloostrova Mani. Její sestra se provdala za syna spisovatele Paula Claudela. Aliki byla provdaná dvakrát: jejím prvním manželem byl Paul-Louis Weiller, francouzské letecké eso za první světové války a šéf továrny Gnome et Rhône, po rozvodu s ním se roku 1945 provdala za britského diplomata Johna Wriothesleyho Russela. Její vnučkou je princezna Sibilla Lucemburská.